# Georg Friedrich Schmahl

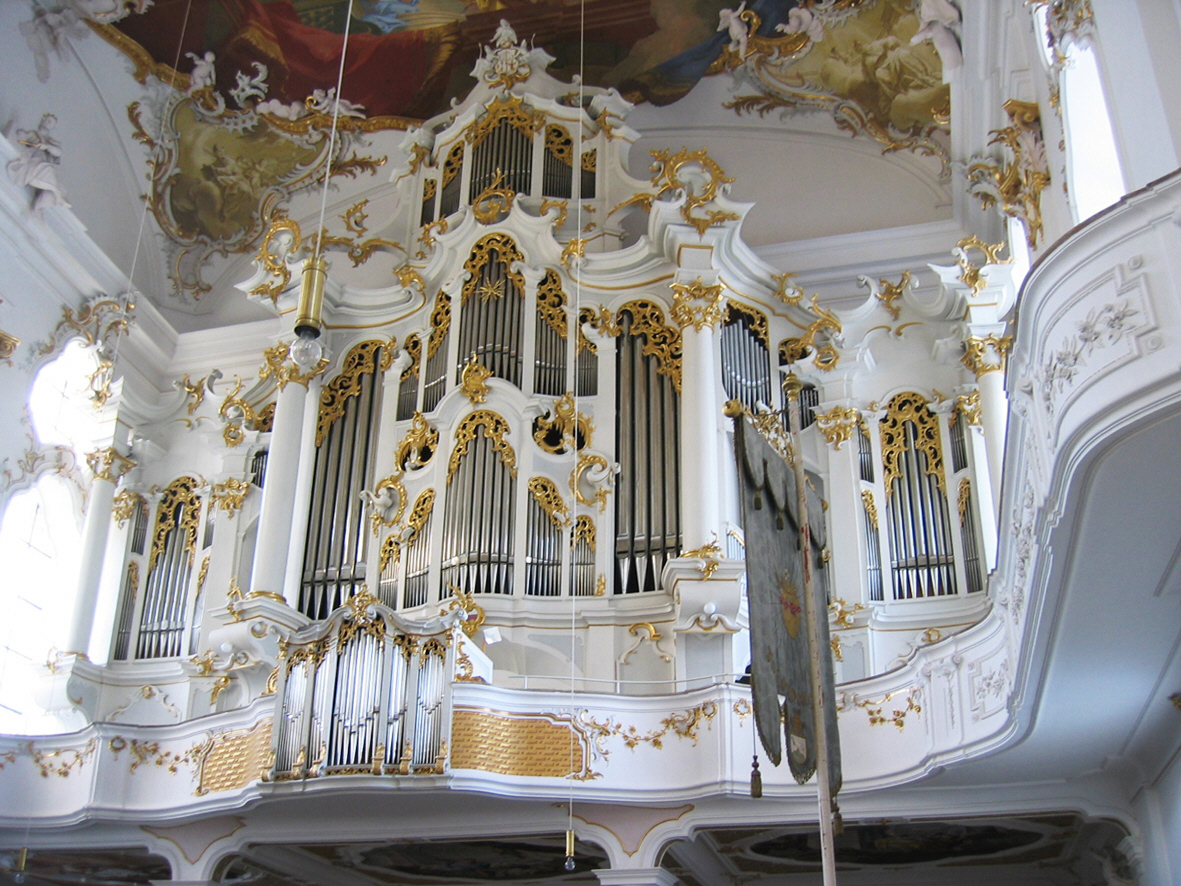
Orgel der Klosterkirche Roggenburg, 1761

Georg Friedrich Schmahl der Ältere (* 15. November 1700 in Heilbronn; † 26. August 1773 in Ulm) war ein süddeutscher Orgelbauer des Barock.

## Leben
Georg Friedrich Schmahl war einer von vier Söhnen des Heilbronner Orgelbauers Johann Michael Schmahl, die Orgel- und Klavierbauer wurden.
1726 wurde er erstmals in den Bauakten des Ulmer Münsters erwähnt, 1729 übernahm er die Werkstatt des verstorbenen Ulmer Orgelbauers Chrysostomus Baur. 1731 wurde er Bürger der Freien Reichsstadt Ulm. Dort baute er 1730–1735 die Große Orgel des Münsters völlig um und erweiterte sie auf 45 Register. Die Betreuung dieser Orgel behielt Schmahl zeit seines Lebens bei.
Georg Friedrich Schmahl baute nach Angaben seines Sohnes 45 Orgeln, darunter die Große Orgel der Klosterkirche Roggenburg, hauptsächlich aber kleinere Orgeln für Dorfkirchen in der Umgebung von Ulm und auf der Schwäbischen Alb.
Einen nachhaltigen geschäftlichen Erfolg konnte Schmahl nicht erzielen, da er wohl zu billig lieferte. 1772 wurde sein Haus zwangsversteigert. Verarmt starb er 1773 im Alter von 72 Jahren in Ulm.
Seine Werkstatt übernahm zunächst sein Sohn Johann Matthäus Schmahl, der den Schwerpunkt seiner Arbeit auf den Klavier- und Cembalobau verlegte, nach dessen Tod ein anderer Sohn, Georg Friedrich Schmahl d. J.

## Werke (Auswahl)
| Jahr      | Ort                    | Gebäude                                             | Bild | Manuale | Register | Anmerkungen |
| --------- | ---------------------- | --------------------------------------------------- | ---- | ------- | -------- | --- |
| 1730–1735 | Ulm                    | Münster Unserer Lieben Frauen                       |      | III/P   | 45       | Umbau und Erweiterung der Großen Orgel                                                                                  |
| 1732      | Nellingen              | Pfarrkirche St. Andreas                             |      |         |          | 1911 ersetzt |
| 1737      | Augsburg               | Spitalkirche Hl. Geist am Roten Tor                 |      | I/P     |          | 1754 von Schmahl selbst vergrößert; nach Restaurierung heute in St. Andreas, Augsburg-Herrenbach (Bild u. Link) → Orgel |
| 1737      | Ulm-Mähringen          | Pfarrkirche St. Maria, St. Peter und Paul           |      |         |          | mit Johann Adam Schmahl; 1883 ersetzt                                                                                   |
| 1739      | Winnenden              | Schlosskirche                                       |      |         |          | Werk mehrfach ersetzt, Prospekt erhalten                                                                                |
| 1742–1743 | Laichingen             | St. Alban                                           |      |         |          | 1851 ersetzt, seit 1897 in der Kirche Sitzberg in Turbenthal, Schweiz                                                   |
| 1743      | Dellmensingen          | Pfarrkirche St. Cosmas und Damian                   |      |         |          | 1920 ersetzt |
| 1747      | Öllingen               | Pfarrkirche St. Ulrich                              |      | I/P     | 8        | Werk 1893 ersetzt, Gehäuse und 2 Register erhalten                                                                      |
| 1747/1748 | Ludwigsburg            | Schlosskirche                                       |      |         |          | Werk größtenteils erhalten                                                                                              |
| 1745      | Bermaringen            | Pfarrkirche St. Martin                              |      |         |          | 1846 ersetzt |
| 1749      | Deubach                | Pfarrkirche St. Martin                              |      |         |          | erhalten; Umbau im 19. Jahrhundert; 1980 renoviert durch Orgelbau Sandtner; 2002 neue Balganlage                        |
| 1751      | Merklingen             | Pfarrkirche Hl. Drei Könige                         |      |         |          | Gehäuse und 10 Register erhalten                                                                                        |
| 1751      | Langenau               | Pfarrkirche St. Martin und U. L. Frauen             |      |         |          | 1905 ersetzt, Prospekt verändert erhalten                                                                               |
| 1754      | Dillingen an der Donau | Stadtpfarrkirche                                    |      |         |          | Orgelpositiv |
| 1755      | Weil im Schönbuch      | St. Martin                                          |      |         |          | |
| 1756–1757 | Augsburg               | Augsburger Barfüßerkirche                           |      |         |          | Entwurf für die Disposition; erbaut von Johann Andreas Stein; im Zweiten Weltkrieg zerstört                             |
| 1758      | Lonsee                 | Marienkirche                                        |      |         |          | zusammen mit Johann Matthäus Schmahl; 1864 ersetzt                                                                      |
| 1759      | Holzkirch              | Pfarrkirche St. Barbara                             |      |         |          | 1898 ersetzt |
| 1759      | Gingen an der Fils     | Ev. Pfarrkirche                                     |      |         | 13       | 1890 ersetzt durch eine Walcker-Orgel                                                                                   |
| 1760      | Schalkstetten          | Pfarrkirche Hl. Maria und Vitus                     |      |         |          | 1868 ersetzt |
| 1761      | Roggenburg             | Klosterkirche Roggenburg                            |      |         |          | Werk 1905 ersetzt, Prospekt erhalten                                                                                    |
| 1761      | Ulm                    | Augustiner-Chorherrnstift St. Michael zu den Wengen |      |         |          | |
| 1763      | Amstetten-Dorf         | Pfarrkirche St. Laurentius                          |      | I/P     | 10       | 1824–1826 ersetzt, Gehäuse erhalten → Orgel                                                                             |
| 1766      | Ersingen               | Franziskuskirche                                    |      |         |          | Gehäuse und Reste von 2 Registern erhalten                                                                              |
| 1766      | Leipheim               | St. Veit                                            |      | I/P     | 14       | Gehäuse und einige Register erhalten                                                                                    |
| 1768–1770 | Neenstetten            | Ulrichskirche                                       |      | I       | 8        | fünfteiliger Prospekt erhalten → Orgel                                                                                  |
| 1769      | Langenau-Albeck        | Filialkirche St. Jakob                              |      |         |          | 1902 ersetzt |
| 1769      | Aalen                  | Stadtkirche St. Nikolaus                            |      | II/P    | 20       | 1886 ersetzt → Orgel |
| 1770      | Ulm-Jungingen          | Pfarrkirche St. Petrus und Paulus                   |      |         |          | Gehäuse, Manuallade und Reste von fünf Registern erhalten                                                               |